# Musée municipal de Llivia
 (avril 2022).
Causes possibles :
- Rédaction non-neutre car ne respectant pas la synthèse équilibrée attendue.
- Plan structurant la page comme une brochure promotionnelle ou une plaquette institutionnelle.
- Nombreuses informations sans réelle pertinence encyclopédique et pourtant montées en épingle. Ceci peut notamment se faire en recourant à des sources primaires ou non centrées, ou encore à un « cherry picking » des sources ; dans certains cas, cette utilisation des sources peut même donner lieu à une « synthèse inédite ».

Rappel : la pertinence des informations est à démontrer par des sources secondaires indépendantes et de qualité traitant le sujet.
 (novembre 2016).

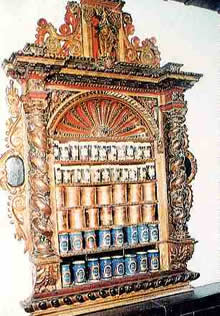
Cordialer Baroque

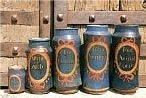
Bocaux de pharmacie

Le musée municipal de Llívia se trouve à Llívia (Basse-Cerdagne) dans le bâtiment de la mairie, face à l'église.

## Le bâtiment
Les joyaux de la couronne du musée municipal de Llivia sont le matériel mobilier de la pharmacie Esteva, considérée comme la pharmacie la plus ancienne ouverte au public, préservée en Europe, datant du début du XVe siècle.
Le matériel a été acheté par le Conseil de Gérone, à condition qu'il ne sorte jamais de Llivia et la marie en a alors pris la charge. Il était exposé à la tour Bernat de So et en 1981, le musée municipal a été construit et ouvert dans les salles de l'hôtel de ville. En 2006, il a fermé ses portes pour démarrer la rénovation du nouveau musée et a rouvert en mai 2012. Actuellement, il occupe tout le rez-de-chaussée de ce même bâtiment.
Avant d'entrer dans l'ancienne pharmacie, vous pourrez avoir un avant-goût de l'histoire de la ville de Llivia grâce à certaines des pièces archéologiques, ethnologiques et des documents qu’il possède. De cette façon, vous pourrez découvrir le contexte local de la ville et son environnement vert et botanique, pour vous familiariser avec l'histoire de la pharmacie et de la pharmacie Esteva en particulier.

## Parcours par le musée

### Llívia, une enclave dans les Pyrénées
Llivia a été occupée et habitée sans interruption depuis la fin de l'Age de Bronze jusqu'à aujourd'hui, la population vivant alternativement sur la colline et au pied de celle-ci. Située en France, cette enclave a été aussi la capitale de la région jusqu'à la fondation de Puigcerdà (1177-1178) et est encore un bastion militaire important. À tel point que le roi Charles I, en 1528, la qualifie de ''Villa''. Avec ce titre, Llívia restera sous souveraineté espagnole après le traité des Pyrénées et de Llivia (1659-1660).
Cette section[Laquelle ?] vise faire un retour sur cette histoire, autant sur les moments où Llívia était le centre ou la capitale que les moments où, en raison du climat politique du moment, elle perd sa capacité de gestion au profit d'autres villes plus ou moins proches.

### Histoire de la pharmacie
Le musée contient un herbier numérique interactif.
Une projection montre l'histoire des pharmacies en Catalogne et dans le reste du monde.

### Espace de la pharmacie Esteva
Un espace est consacré à la pharmacie Esteva, une des plus anciennes et des plus renommées en Europe.

## Objets remarquables
- Squelette de macaque avec sa tenue. Les fouilles archéologiques, menées sur les berges des Colomines en 2001 ont permis de découvrir une fosse qui contenait le squelette d'un singe. Il était décoré avec une série d'éléments métalliques et accompagné par un fragment de céramique et la moitié d'une mâchoire de chèvre ou de brebis. Grâce à ces objets la sépulture a pu être établie entre 430 et 600 ap. J.-C, fait confirmé par la datation au radiocarbone. Ce primate pourrait avoir été la mascotte d'un militaire de certain grade dans le contexte des affrontements qui ont eu lieu dans les Pyrénées au cours de cette période[5].
- Cordialer de la pharmacie Marti. Les cordialers étaient des meubles en bois, décorés et travaillés, de la forme de petits retables avec des étagères pour garder, de façon ordonnée, les produits de pharmacopée les plus élaborés. En raison de sa valeur artistique et du contenu des jarres, le meuble se trouvait normalement dans un endroit bien en évidence dans la pharmacie[6].
- Bocaux de pharmacie. Une particularité de la pharmacie Esteva est sa collection de bocaux. Ces bocaux monochromes, en verre bleu cobalt à l'extérieur et en émail blanc à l'intérieur, sont probablement originaires de la Talavera du XVIe siècle. La multitude de ces bocaux met en valeur la collection. Ils sont gravés à froid et l'apothicaire y dessinait des médaillons de style Louis XVI[7].
- Boîte polychrome de style de la Renaissance. D'autres pièces importantes de la pharmacie Esteva sont les boîtes polychromes de style de la Renaissance. Elle renferme l'image de l'évangile Jean, qui, selon la légende, a survécu miraculeusement au test consistant à boire un verre de poison : celui se transforma en serpent, symbole traditionnel de la pharmacie. La boîte servait à conserver des herbes médicinales et autres produits à pulvériser. L'inscription du produit qu'elle renfermait est peinte en rouge : R.GENT PATIEN (Gentiana lutea), gentiane[8].